# Ithome anthraceuta
Ithome anthraceuta är en fjärilsart som beskrevs av Edward Meyrick 1915. Ithome anthraceuta ingår i släktet Ithome och familjen fransmalar. Inga underarter finns listade i Catalogue of Life.